# Harlekin (Album)
Harlekin ist das erste Soloalbum des deutschen Rappers Favorite. Es erschien am 26. Januar 2007 über das Independent-Label Selfmade Records und wurde zu einem Großteil von den Hip-Hop-Musikern Rizbo und Flipstar produziert. 

## Hintergrund
Im Jahr 2005 erschien mit Rappen kann tödlich sein der erste Tonträger des Rappers Favorite über das Label Selfmade Records. Im Anschluss daran begannen die Arbeiten für Harlekin. Favorite stellte dabei fest, dass er sich in seiner Heimatstadt Essen nicht auf das Verfassen von Texten konzentrieren kann, und ließ sich daraufhin, laut eigener Aussage, von Slick One, dem Gründer von Selfmade Records, „einsperren“. Die Arbeit an Harlekin dauerte daraufhin zwei Monate.
Der Titel des Albums bezieht sich auf die italienische Theaterfigur des Harlekins. In einem Interview erläuterte Favorite die Gründe für die Wahl des Albumnamens: „Harlekin ist ein Clown mit einer traurigen Seite. Der Harlekin hat auch einen eher bösartigen Humor. Da ich meist gut gelaunt bin, aber dennoch eine sehr negative Vergangenheit habe, ist das einfach der perfekte Titel für mein erstes Album.“

## Titelliste

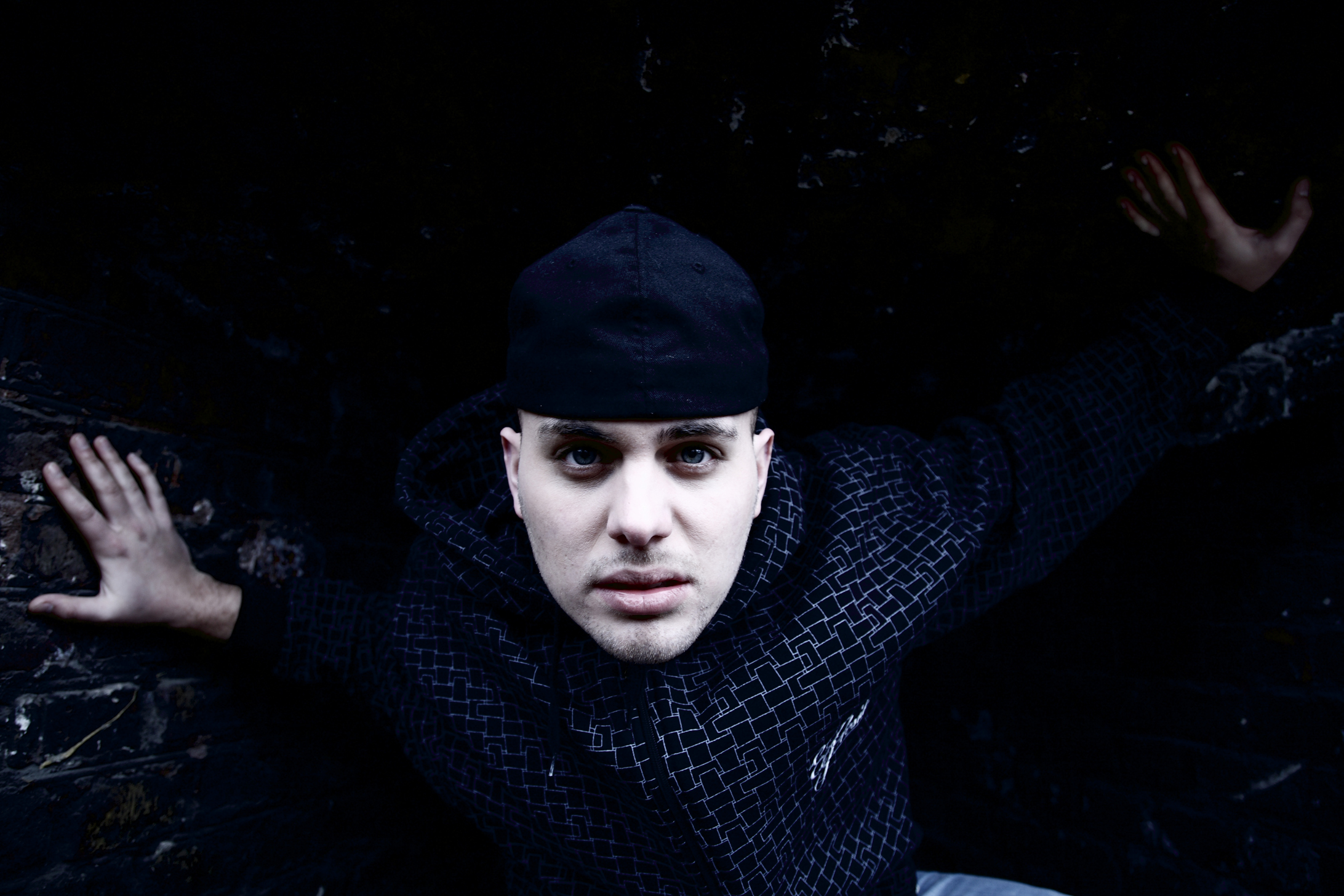
Rapper Favorite

| #   | Titel                               | Produzent     | Länge |
| --- | ----------------------------------- | ------------- | ----- |
| 1.  | Intro                               | Rizbo         | 0:52  |
| 2.  | Ein Rapper reicht                   | Joshimixu     | 3:52  |
| 3.  | Index                               | Jimmy Ledrac  | 4:06  |
| 4.  | Shotgun (feat. Kollegah)            | Rizbo         | 4:37  |
| 5.  | So wie Fav bist du auch             | Rizbo         | 3:26  |
| 6.  | Aus und vorbei                      | Rizbo         | 3:21  |
| 7.  | Hotline Skit                        |               | 1:51  |
| 8.  | Selfmade Millionär                  | Rizbo         | 3:21  |
| 9.  | Für einen guten Zweck (feat. Jason) | Flipstar      | 3:48  |
| 10. | Favorite Insane Skit                |               | 0:15  |
| 11. | Bossrap (feat. Kollegah)            | Rizbo         | 3:45  |
| 12. | Gegen den Herrn                     | Rizbo         | 3:21  |
| 13. | Fuck You Symphony                   | Mayer & Rizbo | 1:22  |
| 14. | SR kommt (feat. Slick One)          | Rizbo         | 3:29  |
| 15. | Werbung Skit                        |               | 2:07  |
| 16. | Schema F                            | Rizbo         | 3:31  |
| 17. | Schwesterherz                       | Flipstar      | 4:05  |
| 18. | Outro                               | Rizbo         | 2:09  |

## Texte
Auf Harlekin sind, im Gegensatz zum Album Rappen kann tödlich sein, einige persönliche Lieder zu hören. In diesen setzt sich Favorite mit eigenen Erfahrungen und Schicksalsschlägen auseinander. So greift der Rapper etwa in dem Stück Gegen den Herrn den Verlust seiner Eltern auf („Warum ist diese Welt so verletzend? Und warum mussten Fremde meine Eltern ersetzen? Mit welchen Rechten gehst du vor und nimmst uns Menschen, die wir brauchen“). Am Ende des Stücks sagt Favorite, dass er Gott hasst.

„Das ist [...] eine Art Anklage. Gott gibt es für mich nicht, also geht es eher um die Menschen und ihren Glauben. „Gott ist in jedem von uns“ und so weiter – da stimmt doch einfach was nicht, das hört sich alles so behindert an. Ich denke, die Menschen glauben an Gott, weil sie sich die Welt sonst nicht erklären könnten. [...] Aber ich brauche das nicht, ich bin eher so der Naturwissenschaftler.“

## Beteiligte Musiker

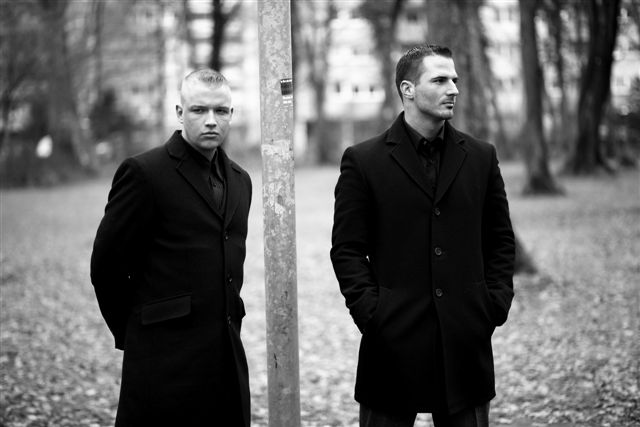
Kollegah (links) und Slick One

Auf vier Stücken des Albums sind Gastmusiker vertreten. An der Entstehung von SR kommt war Slick One, der Gründer von Selfmade Records, beteiligt. Zwei Lieder entstanden unter der Mitwirkung des Rappers Kollegah. Der seit Dezember 2005 ebenfalls vertraglich an Selfmade Records gebundene Musiker ist auf den Titeln Bossrap und Shotgun zu hören. Als dritter Gastrapper ist Jason vertreten, mit dem Favorite zwei Jahre zuvor das gemeinsame Album Rappen kann tödlich sein aufgenommen hatte.
Slick One ist der Executive Producer von Harlekin. Die Beats des Tonträgers wurden zu einem Großteil von Rizbo beigesteuert. Er hat die Lieder Intro, Shotgun, So wie Fav bist du auch, Aus und vorbei, Selfmade Millionär, Bossrap, Gegen den Herrn, SR kommt, Schema F und Outro produziert. Des Weiteren tritt der Hip-Hop-Musiker auf Fuck You Symphony, einem von Mayer produzierten Titel, als Co-Produzent in Erscheinung. Der Beat des Stücks Ein Rapper reicht wurde von Joshimixu beigetragen. Zwei weitere Lieder wurden von Flipstar produziert. Diese sind Für einen guten Zweck und Schwesterherz. Außerdem wurde die Produktion für den Titel Index durch Jimmy Ledrac beigetragen.

## Illustration
Das Cover des Albums ist schwarz. In der Mitte des Bildes ist Favorites Kopf erkennbar. Dieser ist farblich geteilt. Die, vom Betrachter aus zu sehende, linke Gesichtshälfte ist weiß. Aus dem Auge läuft eine rote Flüssigkeit. Die andere Gesichtshälfte ist rot und mit einigen weißen Symbolen des Anarchismus bedeckt.
Die Intention bei der Gestaltung des Covers war, die beiden Seiten Favorites, die sich auch in den Stücken des Albums widerspiegeln, aufzuzeigen. Dabei stehen auf der einen Seite die persönlichen Schicksalsschläge, die in Liedern wie Gegen den Herrn und Schwesterherz aufgegriffen werden, und auf der anderen Seite die humorvolle Komponente des Charakters von Favorite, die zu den zahlreichen Wortspielen und dem „anarchistischen Stil“ der Titel beiträgt.
Die Fotos für das Cover wurden von Frederic Thelen geschossen. Selfmade Grafix übernahm die Gestaltung des Booklets.

## Vermarktung
Im Rahmen der Veröffentlichung von Harlekin wurden zu zwei Liedern des Albums Videos gedreht. Das erste entstand zum Stück So wie Fav bist du auch. Es wurde unter der Regie von Ruben Pogany gedreht. Als zweiter Titel wurde Shotgun in einem Video verarbeitet.

## Kritik
Favorites Debütalbum erhielt von dem deutschen Hip-Hop-Magazin Juice vier von möglichen sechs „Kronen“. Als positiv hebt die Redaktion etwa das Stück Shotgun hervor. Dieses wird als „Skillsmanifest“ bezeichnet. Außerdem wird in der Rezension anerkennend ausgesagt, dass Favorite auch neben Kollegah, der mit einem Gastbeitrag auf dem Titel vertreten ist, bestehen kann.

„Auf Albumlänge wirkt Favorites Tonfall zwar noch ein wenig ermüdend, auch sind die offensichtlichen Slim Shady-Momente vom Timing des Meisters noch ein gutes Stück entfernt. Einen extrem charismatischen und nicht zuletzt unterhaltsamen Rapansatz aber zeigt Harlekin allemal auf. Da geht noch was.“

Die E-Zine Laut.de vergab dem Tonträger drei von möglichen fünf Bewertungspunkten. Der Vortrag des Rappers wird als „technisch hochwertig“ und „derart flüssig“, dass Favorite in dieser Hinsicht zu den besten Rappern in Deutschland zu zählen ist, gelobt. Favorite wirkt auf den Laut.de-Redakteur Philipp Gässlein sympathisch, da in den Stücken nicht ersichtlich ist, „wann die Selbstdarstellung aufhört und wann die Persiflage auf andere Rapper anfängt“. Dagegen werden die Beats des Albums, trotz professioneller Produktion, negativ herausgestellt. Die besten Komponenten des Albums sind, aus Sicht Gässleins, die persönlichen Lieder Schwesterherz und Gegen den Herrn. Insgesamt enthält Favorites Debüt jedoch „zu wenige Stücke, die langfristig im Gedächtnis bleiben“.
Auf der Internetseite Rap.de wird in einer Rezension die Kürze des Albums kritisiert. Dagegen wird die Kombination des Flows mit Wortspielen und der jeweiligen Thematik in den Liedern positiv angemerkt. Das Stück Gegen Den Herrn wird von Rap.de als Nachweis dafür, dass Favorite persönliche, tiefgreifende Lieder beherrscht, herangezogen.